# Marco Antonio Flota
Marco Antonio Flota Quijano (Mérida, Yucatán, 12 de febrero de 1942-Ciudad de México, 20 de agosto de 2014) fue un periodista, guionista y conductor de televisión y radio mexicano, reconocido exponente del denominado "humor político". Trabajó durante más de 40 años para numerosos medios periodísticos y televisivos de la Ciudad de México, Veracruz, Nuevo León, Querétaro y Yucatán.
Autor de varias columnas de sátira política como Grillotina y Domingo 7 posteriormente conocida como Domingrillo, con amplia difusión en todo México, fue jefe de redacción, editor,  columnista en periódicos como ABC, El Sol de México, El Heraldo de México, El Universal, Reforma, todos de la Ciudad de México.  También fue director de Novedades de Yucatán y editor de espectáculos en el Diario de Los Ángeles de California, EE. UU.
Además, escribió guiones de programas para televisión de crítica y sátira políticas, que fueron pioneros en la historia de la televisión mexicana, en los que también colaboró entre otros con el cómico Héctor Lechuga con el que produjo y dirigió el programa Cotorreando la noticia, fue el creador y guionista principal de Hechos de Peluche que se transmitía por Tv Azteca en el noticiero Hechos, también colaboró en programas como Los Polivoces, Topo Gigio entre otros. Escribió libros del mismo tenor: Tumbagrillos (1985), Encuerando al tapado (2000) y el Foxionario (2002). En 1983 escribió el guion de la película México 2000 donde además de Héctor Lechuga participaron Chucho Salinas y Elizabeth Aguilar.
Falleció el 20 de agosto de 2014 en la Ciudad de México a causa de complicaciones del cáncer de pulmón que le había sido diagnosticado 8 meses antes.